# Forrester Island (Antarktika)
Forrester Island ist eine vereiste und 5,6 km lange Insel vor der Hobbs-Küste des westantarktischen Marie-Byrd-Lands. Sie liegt 22 km nordnordöstlich der vom Getz-Schelfeis umschlossenen Insel Shepard Island, von der sie durch die Reynolds Strait getrennt ist.
Entdeckt und kartiert wurde die Landspitze am 5. Februar 1962 von Bord des Eisbrechers USS Glacier unter Kapitän Edwin Anderson McDonald (1907–1988). Das Advisory Committee on Antarctic Names benannte sie 1962 nach Lieutenant Commander John J. Forrester, zu dieser Zeit Executive Officer der USS Glacier.